# Ревматоидный артрит
Ревмато́идный артри́т (лат. arthritis rheumatoidea) — системное воспалительное заболевание соединительной ткани с преимущественным поражением мелких суставов по типу эрозивно-деструктивного полиартрита неясной этиологии со сложным аутоиммунным патогенезом.
Заболевание характеризуется высокой инвалидностью (70 %), которая наступает довольно рано. Основными причинами смерти от заболевания являются инфекционные осложнения и почечная недостаточность.
Лечение сосредотачивается в основном на облегчении боли, замедлении развития заболевания и восстановлении повреждений с помощью хирургического вмешательства. Раннее обнаружение заболевания с помощью современных средств может значительно сократить вред, который может быть нанесён суставам и другим тканям.
Впервые может проявиться после тяжёлой физической нагрузки, эмоционального шока, утомления, в период гормональной перестройки, воздействия неблагоприятных факторов или инфекции.

## Этимология названия
Слово «ревматоидный» происходит от лат. rheumatoidea, где rheumat- образовано от др.-греч. ῥεῦμα, что значит «течение», а суффикс -oideus означает «подобный». Слово «артрит» (лат. arthrîtis) образовано от др.-греч. ἄρθρον — «сустав» с помощью суффикса «-itis», обозначающего «состояние воспаления».

## История
Самые первые следы ревматоидного артрита относятся к 4500 г. до н. э. Они были обнаружены на ископаемых фрагментах скелетов индейцев, найденных в Теннесси (США). Первый документ, описывающий симптомы, весьма напоминающие симптомы ревматоидного артрита, датируется 123 г. Симптомы ревматоидного артрита отмечали у людей, изображённых на некоторых картинах фламандских художников, например, «Три грации» Рубенса.
Первое описание ревматоидного артрита как самостоятельной нозологической формы (под названием первичной астенической подагры — фр. la goutte asthénique primitive) было выполнено в 1800 г. Огюстеном Жакобом Ландре-Бове по результатам наблюдений в госпитале Сальпетриер под руководством Филиппа Пинеля. Заболевание получило своё современное имя в опубликованном 1859 г. «Трактате о природе и лечении подагры и ревматической подагры» А.Б.Гарро.

## Эпидемиология
| нет данных <40 40–50 50–60 60–70 70–80 80–90 | 90–100 100–110 110–120 120–130 130–140 >140 |

Годы жизни, скорректированные по нетрудоспособности для РА на 100 000 человек в 2004 году.
нет данных
<40
40–50
50–60
60–70
70–80
80–90
90–100
100–110
110–120
120–130
130–140
>140

Ревматоидный артрит (РА) распространён по всему миру, и ему подвержены все этнические группы. Распространённость 0,5-1 % (до 5 % у пожилых) в развитых странах. Каждый год заболевает от 5 до 50 человек на 100 000 населения. В 2010 году от ревматоидного артрита в мире умерло около 49 тысяч человек.
Средний возраст начала заболевания составляет 40-50 лет для женщин и несколько больше для мужчин. Женщины заболевают в 3-5 раз чаще мужчин.

## Патогенез
Ревматоидный артрит специалистами относится к аутоиммунным заболеваниям. Для этой группы заболеваний характерно изменение поведения клеток-защитников — лимфоцитов. Они, вместо того чтобы активно распознавать чужеродные бактерии, грибы, вирусы и уничтожать их, начинают атаковать собственные здоровые клетки.
На поздних этапах ревматоидного артрита пролиферативные процессы (рост паннуса) могут не зависеть от аутоиммунных механизмов и поддерживаются автономно.

## Диагностика
При анализе крови исследуют  СОЭ, ревматоидный фактор (ревмо-фактор), количество тромбоцитов и т.д. Наиболее прогрессивным анализом является титр антител к циклическому цитруллин-содержащему пептиду — АЦЦП, анти-ЦЦП, anti-CCP (Мазуров, 2005, с. 103).

## Лечение
При наличии инфекции или подозрении на неё (туберкулёз, иерсиниоз и т. п.) необходима терапия соответствующим антибактериальным препаратом. При отсутствии ярких внесуставных проявлений (например, высокой лихорадки, синдрома Фелти или полиневропатии) лечение суставного синдрома начинают с подбора нестероидных противовоспалительных средств (НПВС). В наиболее воспалённые суставы можно вводить кортикостероидные препараты.

### Миорелаксанты
Миорелаксанты не эффективны для облегчения болей при ревматоидном артрите.

## Прогноз
Ревматоидный артрит сокращает продолжительность жизни в среднем на 3—12 лет. Исследование 2005 года, проведённое клиникой Мейо, показало, что риск сердечных заболеваний в два раза выше у страдающих ревматоидным артритом, независимо от других факторов риска, таких как диабет, алкоголизм, повышенный холестерин и ожирение. Механизм, из-за которого повышается риск сердечных заболеваний, неизвестен; наличие хронического воспаления считается значимым фактором. Возможно, использование новых биологических препаратов способно увеличить продолжительность жизни и снизить риски для сердечно-сосудистой системы, а также замедлить развитие атеросклероза. Лечение с помощью ингибиторов фактора некроза опухолей приводит к снижению риска сердечно-сосудистых заболеваний и вместе с тем к росту общего уровня холестерина при неизменном индексе атерогенности.